# 제임스 러그로
제임스 러그로(영어: James LeGros, 1962년 4월 27일 ~ )는 미국의 배우이다.

## 출연 작품
- 노스텔지아 (2018)
- 그녀들을 도와줘 (2018)
- 늑대인간의 후예 (2017)
- 스트레이 블렛 (2016)
- 더 피플 가든 (2016)
- 어떤 여자들 (2016)
- 포인트 브레이크 (2015)
- 더 영 키에슬로브스키 (2014)
- 빅 머디 (2014)
- 레드우드 하이웨이 (2013)
- 어 버더스 가이드 투 에브리씽 (2013)
- 어둠 속에서 (2013)
- 더 비트윈 (2012)
- 빅 미라클 (2012)
- 스케이트랜드 (2010)
- 비터 피스트 (2010)
- 밀드레드 피어스 (2010)
- 웰컴 투 아카데미아 (2009)
- 비전니어스 (2008)
- 셔만스 웨이 (2008)
- 밴티지 포인트 (2008)
- 조디악 (2007)
- 마지막 겨울 (2006)
- 섹슈얼 라이프 (2004, Sexual Life)
- 슬리퍼 셀 (2005)
- 트러스트 더 맨 (2005)
- 파라다이스 (2004)
- 아웃 오브 솔져스 (2004)
- 노벰버 (2004)
- 캐치 댓 머니 (2004)
- 세계 여행자 (2001)
- 러브리 & 어메이징 (2001)
- 스코틀랜드 PA (2001)
- 이프 유 온리 뉴 (2000)
- 커밍 아웃 (2000)
- 더 패스 (1998)
- 목요일 (1998)
- 싸이코 (1998)
- 에너미 오브 스테이트 (1998)
- 사랑의 이름으로 (1997)
- 더 데스트니 오브 마티 파인 (1996)
- 인피니티 (1996)
- 파이널 캅 (1996)
- 보이스 (1996)
- 카운트다운 (1996)
- 세이프 (1995)
- 데스티니 (1995)
- 망각의 삶 (1995)
- 플라운딩 (1994)
- 사랑의 삼각관계 (1994)
- 미세스 파커 (1994)
- 나쁜 여자들 (1994)
- 마이 뉴 건 (1992)
- 리오행 90분 (1992)
- 클럽 싱글즈 (1992)
- 건크레이지 (1992)
- 흔들리는 영웅 (1992)
- 레더 자켓 (1992)
- 이브의 선택 (1991)
- 폭풍 속으로 (1991)
- 드럭스토어 카우보이 (1989)
- 7월 4일생 (1989)
- 환타즘 2 (1988)
- CIA 요원 닉 (1987)
- 죽음의 키스 (1987)
- 8번가의 기적 (1987)
- 태양의 전사들 (1986)

### 텔레비전
- 내 이름은 펑키 (1985)
- ER (1998)
- 앨리의 사랑 만들기 (2000-01)
- 프렌즈 (2002)
- 걸스 (2012)